# Cosmopterix iocaste
Cosmopterix iocaste là một loài bướm đêm thuộc họ Cosmopterigidae. Nó được tìm thấy ở Brasil (Distrito Federal).
Con trưởng thành bay vào tháng 2.